# Ефрем (Кириакос)
Митрополи́т Ефре́м (араб. المتروبوليت أفرام‎, в миру Мише́ль Кириа́кос, фр. Michel Kyriakos; род. 15 апреля 1943, Бейрут, Ливан) — епископ Антиохийской православной церкви, митрополит Триполийский и Эль-Куринский, ипертим и экзарх всего Финикийского побережья.

## Биография
Родился в Бейруте, Ливан, 15 апреля 1943 года, сын Джамиля Кириакоса и Элизы Мансы. Живя со своей семьей в Ахрафии (Восточный Бейрут). Он учился в Международном колледже в Бейруте, а затем поступил на инженерный факультет иезуитского Университета Святого Иосифа. В 1966—1968 годах продолжил своё обучение по специальности электроника и коммуникаций в Париже, прежде чем работать в своей области на строительстве станции метро.
Перейдя к преподавательской карьере, он вернулся в иезуитский Университет Святого Иосифа, где преподавал. Позже он продолжил преподавать в Декване и в национальной православной средней школе (Мар-Элиас)-Аль-Мина в Триполи, Ливан. Он также возглавлял центр православного молодёжного движения в Бейруте.
В 1972 году поступил в Богословский институт святого Иоанна Дамаскина при Баламандском монастыре где обучался богословию. 15 августа 1974 он был митрополит Георгием (Ходром) рукоположен в сан диакона, 15 октября 1978 года — в сан священника. Закончил Баламандский богословский институт со степенью бакалавра богословия.
Находясь в Греции, он также решил исполнить своё призвание к монашеству и стать монахом. Он совершил паломничество на Святую Гору Афон и пробыл там несколько лет в монастыре Святого Павла. Он находился там под руководством своего духовного отца, старца Парфения, который 16 октября 1983 года постриг его в монашество с наречением имени Ефрем в честь святого Ефрема Сирина.
Был приглашен патриархом Антиохийский Илиёй IV вернуться в Ливан и вновь открыть институт богословия святого Иоанна Дамаскина, поскольку он был закрыт во время Гражданской войны в Ливане, и работать там деканом. Он принял это предложение, и пробыл в этой должности с 1979 по 1981 год, когда уступил свою должность протоиерею Мишелю Найму.
5 марта 1984 года возобновил монашескую жизнь в Монастыре святого Архангела Михаила на холме в Ливанских горах на высоте почти 1200 метров над уровнем моря с видом на деревню Бекаата. Обслуживает духовные нужды жителей соседнего с монастырём села. К первоначальному монастырю были пристроены новые постройки, церковь была расширена, земля засеяна, а в лесу рядом с монастырем был построен скит, чтобы быть местом спокойствия для монахов.
Владея французским, английским и греческим языками, перевёл на арабский язык многие богословские и духовные книги, в том числе святоотеческие комментарии к Евангелию и послания для воскресных и праздничных чтений, учение преподобного Ефрема Сирина и письма старца Паисия Афонского. Он также писал статьи для православных периодических изданий и журналов, а также создал ежегодное издание своего монастыря, содержащее многие духовные темы как на арабском, так и на английском языках. Путешествовал для чтения лекций студентам Богословского института святого Иоанна Дамаскина и своим духовным чадам, а также ко многим другим монастырям и приходам Ливана, Сирии и Иордании.
6 октября 2009 года, в ходе осенней сессии Священного Синода Антиохийской Православной Церкви, избран епископом Триполийским. 18 октября того же года в кафедральном Успенском соборе Дамаска патриарх Антиохийский и всего Востока Игнатий IV в сослужении архиереев Сирии и Ливана совершил архиерейскую хиротонию архимандрита Ефрема с возведением в сан митрополита.